# 徐錫麟
徐 錫麟（じょ しゃくりん）は清末の活動家。字は伯蓀、号は光漢子。

## 略歴
父は山陰県の官吏であった徐鳳鳴。1893年（光緒19年）に秀才となり、1901年（光緒27年）に紹興府学堂経学兼算学の教官となった。1903年（光緒29年）に日本を訪問し大阪博覧会を見学し、東京に於いて陶成章、龔宝銓と知り合う。1904年（光緒30年）に上海に戻り光復会に加入する。1906年（光緒32年）、安徽省に赴き武備学校副総弁、警察処会弁（1907年にそれぞれ陸軍小学監督、巡警学堂監督と改称）に就任している。
1907年（光緒33年）5月26日、安慶起義を計画、巡警学堂の卒業式典に際し恩銘（エンミン）を殺害、清軍と4時間にわたる戦闘を展開したが、圧倒的な武力の清軍に破れ捕虜となった。裁判に際しては満洲人駆逐を志すこと10年にして目的を達したと陳述、翌日生きながらに割腹される酷刑により死刑となった。死刑に際しては肝臓などの一部内臓を兵士により食されたことにより「吃烈士」とも称される。